# Boks na Letnich Igrzyskach Olimpijskich 1980 – waga ciężka mężczyzn
Turniej bokserski w wadze ciężkiej (powyżej 81kg) rozgrywany w ramach Igrzysk Olimpijskich w 1980 w Moskwie. W konkurencji wystąpiło 14 zawodników z 14 krajów. Turniej został zdominowany, podobnie jak w przypadku pozostałych turniejów w tej dyscyplinie, przez zawodników z państw socjalistycznych. Cztery lata wcześniej w tej wadze zwyciężył reprezentant Kuby Teófilo Stevenson, który obronił tytuł.
| Lp. | Państwo    | Zawodnik          |
| --- | ---------- | ----------------- |
| 1.  | Kuba       | Teófilo Stevenson |
| 2.  | ZSRR       | Piotr Zajew       |
| 3.  | Węgry      | István Lévai      |
| 3.  | NRD        | Jürgen Fanghänel  |
| 5.  | Włochy     | Francesco Damiani |
| 5.  | Bułgaria   | Petyr Stoimenow   |
| 5.  | Szwecja    | Anders Eklund     |
| 5.  | Polska     | Grzegorz Skrzecz  |
| 9.  | Syria      | Naasan Ajjoub     |
| 9.  | Ekwador    | Luis Castillo     |
| 9.  | Nigeria    | Solomon Ataga     |
| 9.  | Tanzania   | Willie Isangura   |
| 9.  | Jugosławia | Azis Salihu       |
| 9.  | Rumunia    | Teodor Pîrjol     |